# Yasmin Ratansi
Yasmin Ratansi, född den 4 januari 1951 i Dar es-Salaam, är en kanadensisk politiker för Liberal Party som representerar valdistriktet Don Valley East i Kanadas underhus. Hon är även ismaili-muslim och var den första muslimska kvinnan som valdes in i underhuset.

## Före politiken
Yasmin Ratansi föddes i Dar es-Salaam i Tanzania och emigrerade till Kanada 1974.